# SNK Democratici Europei
SNK Democratici Europei (in ceco: SNK Evropští Demokraté - SNK ED) è un partito politico ceco di orientamento conservatore-lberale affermatosi nel 2006 dalla confluenza di due distinti soggetti politici:
- SNK - Raggruppamento degli Indipendenti, fondata nel 2000 dall'allora Ministro degli Esteri Josef Zieleniec;
- i Democratici Europei, formazione nata nel 2002 su iniziativa del sindaco di Praga Jan Kasl.

SNK è acronimo di Raggruppamento dei Candidati Indipendenti (Sdružení Nezávislých Kandidátů).

## Storia
Il percorso federativo tra le due formazioni ha inizio in vista delle elezioni europee del 2004, quando la lista da esse promossa ottiene l'11% dei voti e 3 seggi. Nel febbraio 2006 i due partiti decidono di fondersi in un nuovo soggetto; tuttavia, alle elezioni parlamentari del 2006, il risultato è di solo il 2%. Alle successive elezioni europee del 2009 il partito ottiene un risultato dell'1,7%, perdendo i 3 seggi precedentemente conquistati.
Il partito non si presenta autonomamente alle elezioni parlamentari del 2010, bensì presenta propri candidati nelle file di Affari Pubblici.

## Risultati elettorali
| Elezione          | Voti    | %    | Seggi   |
| ----------------- | ------- | ---- | ------- |
| Parlamentari 2002 | 132.699 | 2,78 | 0 / 200 |
| Parlamentari 2006 | 111.724 | 2,09 | 0 / 200 |